# Plectorhinchus orientalis
Plectorhinchus orientalis es una especie de peces de la familia Haemulidae en el orden de los Perciformes.

## Morfología
• Los machos pueden llegar alcanzar los 86 cm de longitud total.

## Distribución geográfica
Se encuentra desde el África Oriental hasta Samoa, las Islas Ryukyu, Nueva Caledonia, República de Palau, las Islas Carolinas  y las Islas Marianas.